# CK Hutchison Holdings
CK Hutchison Holdings är ett förvaltningsföretag med huvudkontor i Hongkong och säte på Caymanöarna. 
CK Hutchison Holdings har intressen inom hamnadministration, telekommunikationer, detaljhandel och energi. 
Dotterföretaget Hutchison Port Holdings driver 52 hamnar i 27 länder. Det har kontrakt med Stockholms Hamn AB om drift av container- och rorohamnen Norvikshamnen.
Tillsammans med svenska Investor äger CK Hutchison Holdings den svenska mobiloperatören "3", Hi3G Access AB.

## Historik
CK Hutchison Whampoa har sitt ursprung i företag, som grundades på 1800-talet: Hong Kong and Whampoa Dock grundades 1863 av den brittiske handelsmannen John Duflon Hutchison och Hutchison International grundades 1877. Tillsammans med svenska Investor äger CK Hutchison Holdings den svenska mobiloperatören "3", Hi3G Access AB.
På 1960-talet skaffade sig Hutchison International en kontrollpost i Hong Kong and Whampoa Dock, och 1977 köpte det hela företaget och bildade det sammanslagna Hutchison Whampoa Limited. Detta hamnade dock snart i ekonomiska problem och räddades av Hongkong and Shanghai Banking Corporation, som köpte en andel på 22 %. HSBC sålde sedan i september 1979 sin andel till Cheung Kong Holdings. 
Hutchison Whampoa fusionerades 2015 med sin huvudägare Cheung Kong Holdings till CK Hutchison Holdings Limited.